# Championnats du monde de voile 2014
Navigation
Édition précédente Édition suivante
Les Championnats du monde de voile 2014 ont lieu à Santander en Espagne du 12 au 21 septembre 2014. Il s'agit des 4e championnats organisés par l'ISAF et les résultats sont qualifiants pour les Jeux olympiques de 2016.

## Épreuves au programme
Dix épreuves de voile sont au programme de ces Championnats du monde de voile :
- 470 (2 hommes)
- 470 (2 femmes)
- 49er (2 hommes)
- 49er FX (2 femmes)
- Finn (1 homme)
- Laser standard (1 homme)
- Laser radial (1 femme)
- Nacra 17 (1 homme et 1 femme)
- RS:X (1 homme)
- RS:X (1 femme)

## Règles
Pour obtenir le score final, on additionne les places obtenues à chaque course, hormis celle où le classement a été le moins bon. Le vainqueur est celui qui a le plus petit nombre de points.

## Résultats
| Épreuves            | Or                                   | Argent                                       | Bronze                            |
| ------------------- | ------------------------------------ | -------------------------------------------- | --------------------------------- |
| 470 hommes          | Mathew Belcher William Ryan          | Šime Fantela Igor Marenić                    | Panagiotis Mantis Pavlos Kagialis |
| 470 femmes          | Lara Vadlau Jolanta Ogar             | Jo Aleh Olivia Powrie                        | Hannah Mills Saskia Clark         |
| 49er hommes         | Peter Burling Blair Tuke             | Jonas Warrer Anders Thomsen                  | Nathan Outteridge Iain Jensen     |
| 49er FX femmes      | Martine Soffiatti Grael Kahena Kunze | Ida Marie Baad Nielsen Marie Thusgaard Olsen | Giulia Conti Francesca Clapcich   |
| Finn hommes         | Giles Scott                          | Ivan Kljaković Gašpić                        | Edward Wright                     |
| Laser hommes        | Nicholas Heiner                      | Tom Burton                                   | Nick Thompson                     |
| Laser radial femmes | Marit Bouwmeester                    | Josefin Olsson                               | Evi Van Acker                     |
| Nacra 17            | Billy Besson Marie Riou              | Santiago Lange Cecilia Carranza Saroli       | Jason Waterhouse Lisa Darmanin    |
| RS:X hommes         | Julien Bontemps                      | Przemysław Miarczyński                       | Thomas Goyard                     |
| RS:X femmes         | Charline Picon                       | Marina Alabau                                | Maayan Davidovich                 |

## Tableau des médailles
| Rang | Nation           | Or | Argent | Bronze | Total |
| ---- | ---------------- | -- | ------ | ------ | ----- |
| 1    | France           | 3  | 0      | 1      | 4     |
| 2    | Pays-Bas         | 2  | 0      | 0      | 2     |
| 3    | Australie        | 1  | 1      | 2      | 4     |
| 4    | Nouvelle-Zélande | 1  | 1      | 0      | 2     |
| 5    | Royaume-Uni      | 1  | 0      | 3      | 4     |
| 6    | Autriche         | 1  | 0      | 0      | 1     |
| 6    | Brésil           | 1  | 0      | 0      | 1     |
| 8    | Croatie          | 0  | 2      | 0      | 2     |
| 8    | Danemark         | 0  | 2      | 0      | 2     |
| 10   | Argentine        | 0  | 1      | 0      | 1     |
| 10   | Espagne          | 0  | 1      | 0      | 1     |
| 10   | Pologne          | 0  | 1      | 0      | 1     |
| 10   | Suède            | 0  | 1      | 0      | 1     |
| 14   | Belgique         | 0  | 0      | 1      | 1     |
| 14   | Grèce            | 0  | 0      | 1      | 1     |
| 14   | Israël           | 0  | 0      | 1      | 1     |
| 14   | Italie           | 0  | 0      | 1      | 1     |
|      | Total            | 10 | 10     | 10     | 30    |